# Elan (entreprise)
Pour les articles homonymes, voir Elan.

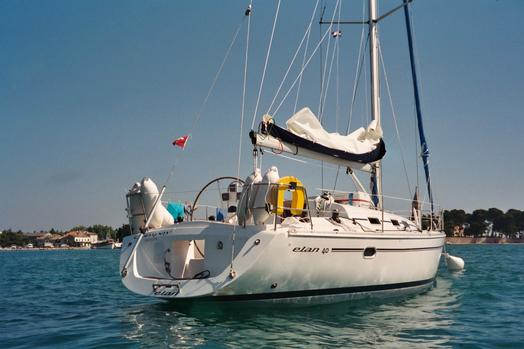
Un Elan 40 sorti du chantier de Koper.

Elan est une entreprise slovène spécialisée dans la fabrication d’articles de sport. Elan doit sa notoriété principalement à ses skis et snowboards, mais fabrique également des voiliers de 30 à 50 pieds et des bateaux à moteur. Dans les années 1970, le skieur suédois Ingemar Stenmark remporta trois fois consécutivement la Coupe du monde de ski alpin sur des skis Elan.
Elan Group est formé de vingt sociétés réunies sous la bannière de la compagnie Skimar. Son siège est situé à Begunje en Slovénie tandis que les sociétés-filles sont disséminées en Europe, en Slovénie pour les skis et les voiliers, en Autriche pour les snowboards et en Croatie pour les bateaux à moteur. Le groupe écoule ses produits à travers un réseau de distributeurs indépendants dans 46 pays du monde. Il gère lui-même ses exportations en Amérique du Nord, au Japon, en Allemagne et en Suisse.